# Выдворение
Выдворе́ние:
- перемещение кого-либо куда-либо, например в Российской империи в случае оставления винокуром ремесленных занятий или производительного труда он подлежал выдворению из сельской местности по распоряжению губернского начальства[1], а в Грузии, в соответствии с её конституцией, выдворение из Грузии граждан Грузии не допускается[2];
- в Российской Федерации — России это вид административного наказания (административное выдворение[3]), устанавливаемый в отношении иностранных граждан или лиц без гражданства (ЛБГ) за совершение административных правонарушений, предусмотренных Кодексом Российской Федерации «Об административных правонарушениях»[4], и заключается в принудительном и контролируемом перемещении (высылке) указанных лиц через Государственную границу Российской Федерации — России за её пределы, либо контролируемом самостоятельном выезде из России.

Административное выдворение, являясь мерой принуждения к соблюдению законодательства, помимо целей наказания решает задачи профилактики административных правонарушений. Так, иностранцу, привлекаемому к рассматриваемому виду наказания, помимо того что он высылается с территории Российской Федерации, ограничивается въезд в Россию сроком на 5 лет (1 год в случае выдворения должностными лицами Пограничной службы ФСБ России). В случае пересечения Государственной границы России иностранными гражданами, ранее выдворенными с территории России по документам с измененными установочными данными, при выявлении их органами пограничного контроля, данные граждане не пропускаются на территорию России и через компетентные органы им ограничивается въезд по новым установочным данным на срок выдворения. В каждом случае незаконного изменения установочных данных органами дознания пограничной службы рассматривается вопрос о возбуждении уголовного дела по статье 322 Уголовного кодекса России «Незаконное пересечение границы».
Относительно принудительного перемещения иностранных граждан и ЛБГ за пределы России необходимо отметить, что оно может выражаться в различных формах:
- депортации (по обстоятельствам, предусмотренным ФЗ «О правовом положении иностранных граждан и лиц без гражданства»), в том числе реадмиссии;
- высылки в интересах обеспечения национальной безопасности и общественного порядка (по обстоятельствам (нежелательность пребывания), предусмотренным протоколом № 7 Европейской конвенции «О правах человека»);
- отказа в пропуске через Государственную границу (по обстоятельствам, предусмотренным Законом России «О государственной границе», ФЗ «О порядке выезда из России и въезда в Россию» и ФЗ «О правовом положении иностранных граждан и лиц без гражданства», нормами международного права и др., в том числе подзаконными актами);
- экстрадиции (по обстоятельствам, предусмотренным Уголовно-процессуальным кодексом России и нормами международного права);
- передачи сопредельному государству нарушителя Государственной границы России аппаратом пограничных уполномоченных (по обстоятельствам, предусмотренным договорами с сопредельными государствами о режиме охраны государственной границы);
- меры юридической ответственности, в частности — «выдворения», как вида административно-правового наказания[5].

## Отличия от депортации
Выдворение следует отличать от депортации, так как, несмотря на формальную схожесть, данные понятия отличаются по юридической природе и основаниям применения. Так, депортация применяется в случаях утраты или прекращения у иностранца законных оснований для дальнейшего пребывания (проживания) в России (подобного рода смысл закреплен в ст. 2 ФЗ «О правовом положении иностранных граждан …»). То есть, если выражаться языком обывателя, является основанием для сотрудников миграционной службы либо работодателя вручить иностранцу билет «домой», а при необходимости — сопроводить до транспортного средства заграничного следования. При этом сама по себе депортация не приводит к каким-либо правовым последствиям, по крайней мере исходя из её сущности не должна к ним приводить (см. ниже пояснение о причине отождествления понятий). Исключением служит отказ иностранца от выезда, в случае которого он может быть привлечен к административной ответственности за нарушение режима пребывания. Депортируемый, приобретя новые основания для пребывания, сможет въехать в Россию.
Вместе с тем, категория депортация недостаточно осмыслена как учеными, так и законодателем, в связи с чем, в действующем законодательстве депортация «наделяется» свойствами административной ответственности. Так, например, п.2 ст. 27 ФЗ от 15 августа 1996 года N 114-ФЗ «О порядке выезда из Российской Федерации и въезда в Российскую Федерацию» устанавливает возможность ограничения въезда в Росси. как выдворяемым, так и депортируемым. Данное обстоятельство вносит определенную смуту в понятийный аппарат, наделяя «выдворение» и «депортацию» сходными юридическими свойствами, в то время как «выдворение» — мера юридической ответственности, а «депортация» — мера управленческого воздействия в сфере обеспечения режима пребывания иностранных граждан. «Состояние наказанности», которое влечет за собой депортация, противоречит принципу законности, так как по существу лицо привлекается к ответственности за рамками какого-либо процессуального порядка, а сама мера ответственности не предусмотрена ни нормами КоАП России, ни нормами УК России. Отличие выдворения от депортации проявляется и в процессуальном смысле, в том плане, что первое осуществляется по решению суда, а второе инициируется миграционными органами.
Кроме того, семантика слова «депортация» указывает на то, что данный феномен связан с принудительной сменой места жительства, в то время как, дефиниция «выдворение» подразумевает, своего рода удаление «чужеродного элемента» за пределы чего-либо, а следовательно между ними нельзя ставить знак тождества.
Разделению данных понятий посвящена статья А. С. Лукьянова «Административное выдворение и депортация в системе административно-правовых методов миграционной политики России», опубликованная в журнале Российская юстиция № 4 за 2009 год. Имеется и Законодательное разделение данных понятий, например, в п. 2 ст. 27 ФЗ «О порядке выезда из России и въезда в Россию».